# Adama (film)
Adama je francouzský animovaný film z roku 2015, který natočil Simon Rouby kombinací stop motion a pačítačové grafiky. Snímek měl světovou premiéru na Mezinárodním festivalu animovaných filmů v Annecy dne 15. června 2015.

## Děj
Mladý západoafrický chlapec se vydává hledat svého bratra a objevuje Francii v době bojů první světové války.

## Dabing postav
| Azize Diabaté Abdoulaye | Adama       |
| Jack Mba                | Samba       |
| Pascal N'Zonzi          | Abdou       |
| Oxmo Puccino            | Djo         |
| Mariam Kaba             | Aminata     |
| Emil Abossolo-Mbo       | Boubakar    |
| Alexis Tomassian        | Maximin     |
| Lisa Spurio             | Elsa        |
| Jean-Baptiste Tiemele   | Ogotomellli |
| Paulin Fodouop          | Cissé       |

## Ocenění
- Mezinárodní festival animovaných filmů v Annecy: cena Fondation Gan pour le cinéma